# Karel Mácha
Karel Mácha (* 2. Januar 1931 in Dírná, Tschechoslowakei) ist ein tschechisch/deutscher Geschichtsphilosoph und Anthropologe.

## Leben
Karel Mácha studierte von 1950 bis 1954 an der Karls-Universität Prag Politikwissenschaft, Geschichte und moderne Geschichte der tschechischen Philosophie. Im Anschluss studierte er bis 1957 Soziologie, Geschichte der modernen Ideen und soziale Anthropologie an der Tschechoslowakischen Akademie der Wissenschaften (FÚ ČSAV). 1958 wurde er zum Dr. phil. promoviert. Nach Forschungstätigkeit an der Akademie habilitierte er sich 1962 an der Masaryk-Universität. 1968 ernannte ihn die Karls-Universität Prag zum Dr. scient.
1969 erhielt er einen Ruf auf die Professur für die Geschichte der Philosophie an der Karls-Universität. Infolge der Niederschlagung des Prager Frühlings dozierte er bis 1978 im Untergrund. 1978 emigrierte er nach Deutschland und war bis 1986 Professor am Institut für christliche Weltanschauung und Religionsphilosophie an der Ludwig-Maximilians-Universität München bei Eugen Biser. 1987 wurde er zudem zum Professor an der Polytechnic University of New York.
Seit 1988 war er ordentlicher Professor für Sozial-Philosophie an der Gustav-Siewerth-Akademie in Weilheim-Bierbronnen und Leiter der Abteilung Soziologie. 1986 gründete er das Institut für Integrale Anthropologie in München.
Nach Bestätigung seiner Professur an der Prager Karls-Universität durch den Präsidenten Václav Havel 1990 war er als Dekan der Sozialwissenschaften Fakultät an der Karls-Universität ernannt.

## Ehrungen
- Bundesverdienstkreuzes am Bande des Verdienstordens der Bundesrepublik Deutschland (2007)
- Großer Literaturpreis des Exil-P.E.N.-Club-International (2001)

## Schriften
- Ke kritice buroazního individualismu, 1960
- Etika a dnešek, 1960, zusammen mit L. Hrzal
- Individuum und Gesellschaft. Zur Geschichte des Individualismus., VEB Dt. Verl. d. Wissenschaften 1964, zusammen mit Peter Bollhagen
- Dejiny filosofie evropského novoveku, 2 Bde. [Geschichte der europäischen Philosophie der Neuzeit], 1968
- 100 Thesen zu einer Integralen Anthropologie, 1984, ISBN 3924368023
- T. G. Masaryk und das Jahr 1918. Studie zu einer tschechischen Utopie, 1992 ISBN 3928391038
- Stephan Kowarik: Wurschtkuchelseminar: Ein philosophischer Nachunterricht zu Jürgen Habermas, Ernst Bloch, Friedrich Nietzsche, und dem Leben überhaupt. Bonmots, Sprüche, Fragmente, Die Blaue Eule 1996, ISBN 3892067643, zusammen mit Blanka Béji
- Der zweite Tod: Die Halbzeit eines Zerfalls, Die Blaue Eule 1997, ISBN 3892068399
- "Die Liebe ging mit mir . . .", Deutsche Verlags-Anstalt DVA 2000, ISBN 3421054177
- Miguel de Unamuno: Or an agonizing path of spiritual Utopia, Herbert Utz Verlag 2003, ISBN 3831602778